# Peder Oxe
Peder Oxe til Nielstrup o simplemente Peder Oxe (7 de enero de 1520 - 24 de octubre de 1575) fue un ministro de finanzas danés y Mayordomo del Reino.

## Orígenes
A los doce años fue enviado al extranjero para completar su educación, asistiendo a universidades de Alemania, Países Bajos, Francia, Italia y Suiza durante diecisiete años. A su regreso encontró a sus padres muertos y fue nombrado tutor de sus once hermanos y hermanas, lo que le permitió acumular grandes riquezas a costa de la iglesia.

## Carrera
Sus capacidades financieras fueron pronto usadas políticamente. En 1552 fue elevado a la dignidad de Rigsraad (consejero de estado); en 1554 exitosamente cumplió su primera misión diplomática, mediando entre el elector de Sajonia y Joaquín II Hector, Elector de Brandeburgo. El mismo año fue gobernador de Copenhague y junto con Byrge Trolle tesorero.
Unos cuantos años más tarde cayó en desgracia ante el rey por su administración de propiedades públicas. En la primavera de 1557, Oxe y el rey discutieron sobre un intercambio de propiedades. No logrando un acuerdo con el rey, Oxe huyó a Alemania en 1558 e intrigó con el aventurero Wilhelm von Grumbach para destronar a Federico II en favor de Cristina de Lorena, la hija de Cristián II. Pero las dificultades financieras de Federico II durante la guerra nórdica de los siete años le obligó en 1566 a recurrir a Oxe, devolviéndole sus propiedades y dignidades.
Peder pronto puso en orden las finanzas reales, logrando los medios para la guerra. Una de las herramientas claves fueron los peajes en el estrecho del Oresund. Cuando llegó la paz, Oxe como tesorero redujo la deuda estatal y redimió tierras de realengo empeñadas. Reformó la acuñación de monedas y el comercio en el país. Además, fue un innovador en la agricultura, llegando a ser a su muerte uno de los mayores terratenientes del país.
Oxe murió el 24 de octubre de 1575.